# Pirító-kő
A Pirító-kő látványos sziklaképződmény Mályinka közelében, a Bükk-vidék északi részén, a Bükki Nemzeti Parkon belül. A sziklaképződmény legjobban a Dédesi vár kilátópontjáról látható.

## Szabadidő
A Pirító-kőnél vezet el az Országos Kéktúra 23-as, Bánkút (Nagyvisnyó) és Mályinka közötti szakasza. A szikla az Országos Kéktúra jelzésén három kilométerre található Mályinkától.